# St Ives Bay Line
St Ives Bay Line – linia kolejowa w Anglii, w Kornwalii. Jest odnogą linii głównej Cornish Main Line. Kolej nie jest zelektryfikowana, rozstaw szyn wynosi 1435 mm. 

## Przebieg
Rozpoczyna się w St Erth i prowadzi do St Ives. Jej długość wynosi 8 km. Na trasie pociągi kursują wahadłowo między St Ives i St Erth, średnio co pół godziny w dni powszednie. Początkowo biegnie estuarium rzeki Hayle, za wsią Lelant prowadzi wzdłuż Atlantyku aż do stacji w St Ives.

## Historia
Linia została otwarta w r. 1877 i przeznaczona była głównie do dowozu turystów do St Ives. Stacja Carbis Bay została utworzona sztucznie, Przystanek Lelant Saltings został zbudowany w r. 1978 jako tzw. stacja Park and Ride dla obsługi ruchu turystycznego. . Od r. 2005 notuje się znaczny spadek popularności linii.

## Stacje na linii

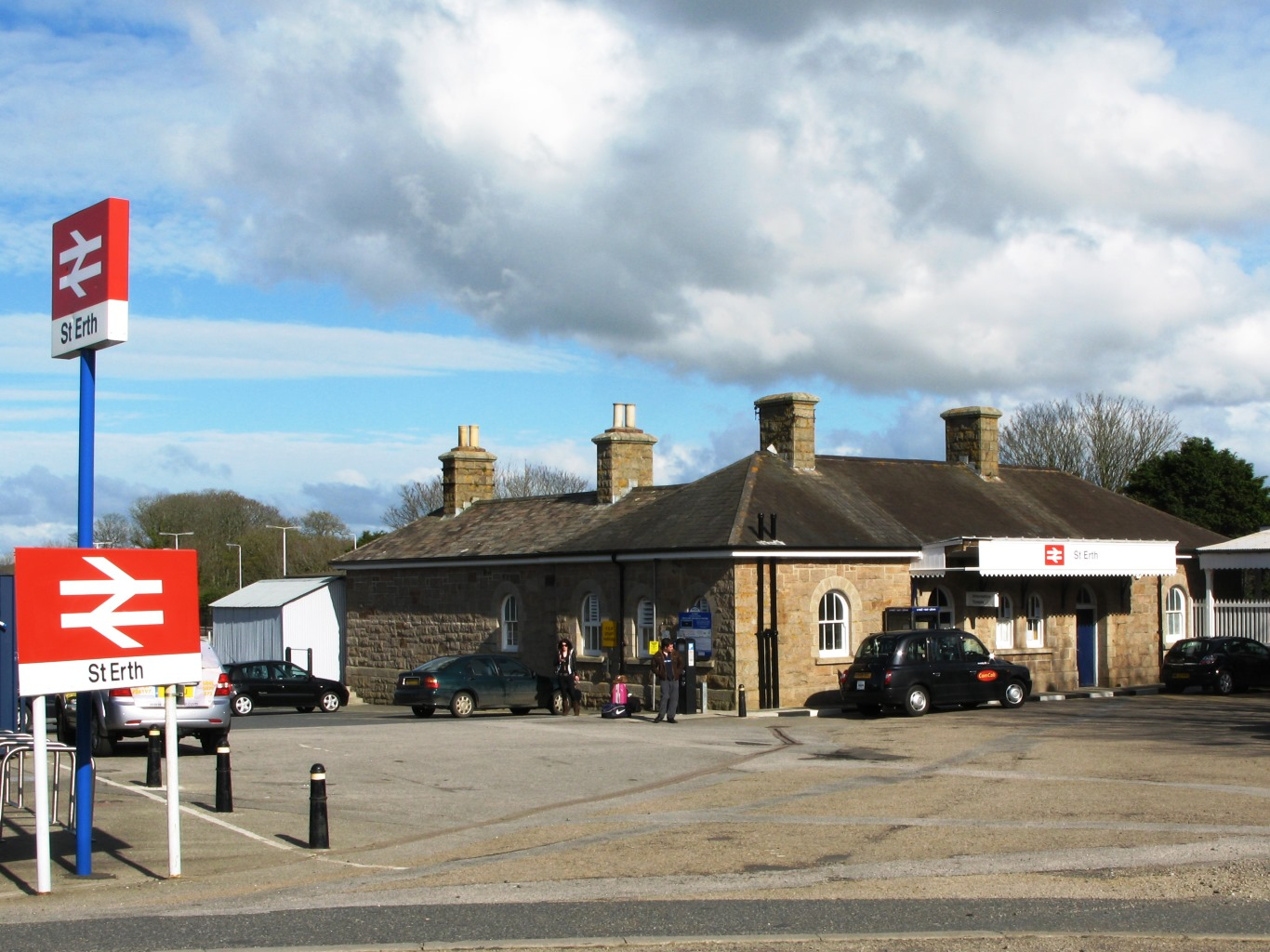
St Erth - początkowa stacja linii

- Lelant Saltings
- Lelant
- Carbis Bay
- St Ives.